# 詹姆斯·B·汤姆森
詹姆斯·贝弗里奇·汤姆森（英語：James Beveridge Thomson；1902年3月24日—1983年3月31日）是英国苏格兰的法学家兼大律师，曾于1963年至1966年期间担任马来西亚联邦法院的首席大法官。此外，他也曾担任斐济的首席大法官。

## 生平
汤姆森出生于英国苏格兰的克莱德班克，就读于爱丁堡大学的乔治·沃森学院，以一等荣誉毕业。
1929年，汤姆森加入英国大律师协会并进入中殿律师学院。他曾是北罗得西亚的常驻裁判官，并于1945年被任命为斐济和西太平洋的法官。1947年，他被英属马来亚政府任命为马来亚的法官。1955年加入苏格兰大律师协会。
1953年，汤姆森回到马来亚，并于1953年至1957年期间担任霹雳州怡保高等法院的法官。1957年马来亚联合邦从英国独立后，他被任命为马来亚首席大法官。1959年，汤姆森获得大英骑士勋章。1963年9月16日马来西亚联邦成立后，汤姆森被时任马来西亚最高元首端姑赛布特拉任命为马来西亚联邦法院的首席大法官。1966年5月31日卸任马来西亚联邦法院首席大法官后，他获得由伊丽莎白二世女王颁发的大英帝国勋章。

## 勋章和荣誉

### 英国本国勋章
- 1959年：大英骑士勋章[9]
- 1966年：大英帝国勋章（KBE）[10]

### 外国勋章
- 马来亚联合邦：护国领袖勋章（P.M.N.）— 丹斯里（1958年）[11]
- 马来西亚：护国玛哈拉惹勋章（S.M.N.）— 敦（1966年）[12]